# Fouras
Fouras (ook: Fouras-les-Bains) is een gemeente in het Franse departement Charente-Maritime in de regio Nieuw-Aquitanië. De plaats maakt deel uit van het arrondissement Rochefort. Fouras telde op 1 januari 2022 4.124 inwoners.
Fouras is een badplaats. Bezienswaardigheid is het Fort Vauban uit de zeventiende eeuw.

## Geografie
De oppervlakte van Fouras bedroeg op 1 januari 2022 9,51 vierkante kilometer; de bevolkingsdichtheid was toen 433,6 inwoners per km². Fouras ligt aan de monding van de Charente. Het meest westelijke punt van de gemeente is de Pointe de la Fumée, dat tegenover het Île d'Aix ligt.
De onderstaande kaart toont de ligging van Fouras met de belangrijkste infrastructuur en aangrenzende gemeenten.

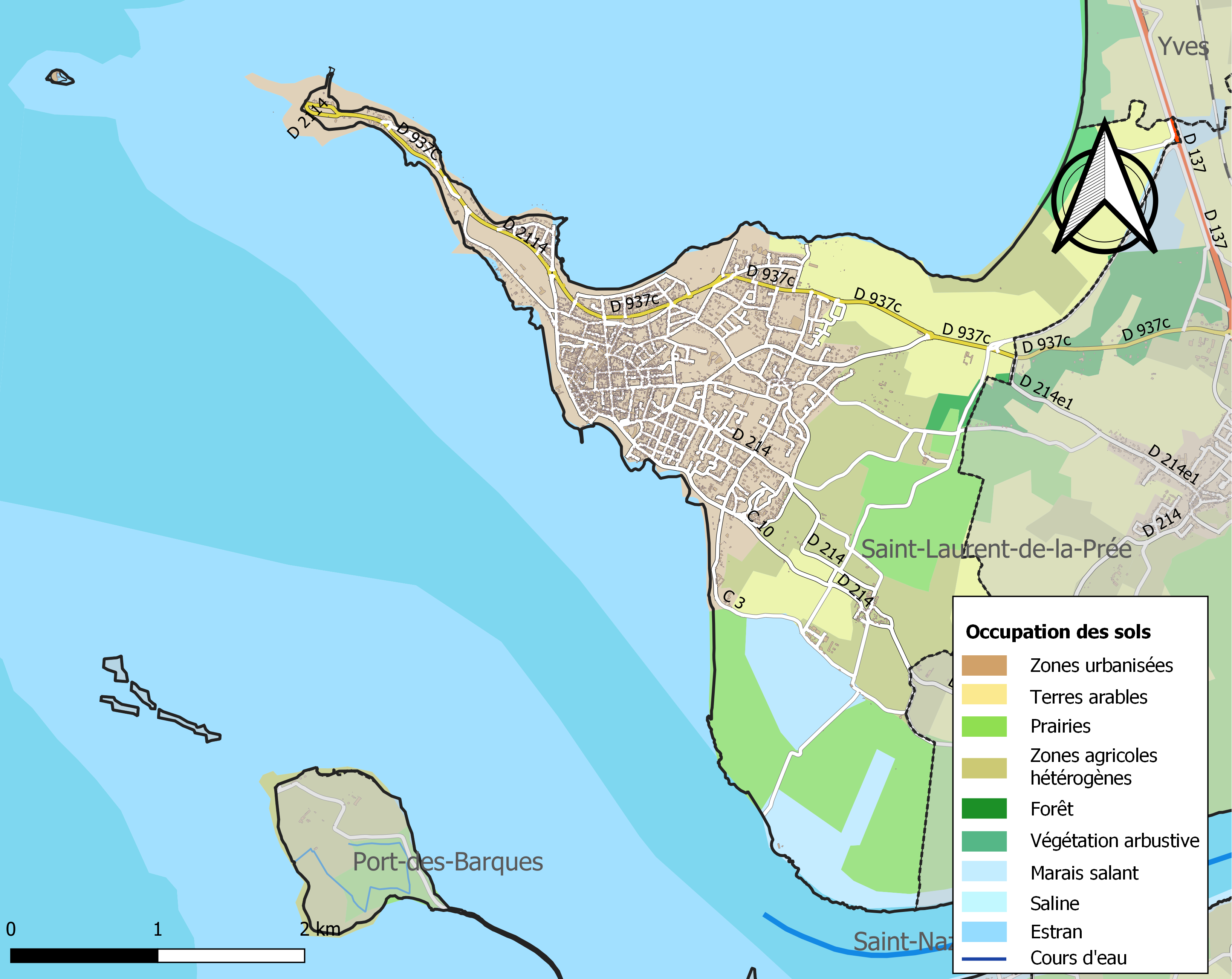

## Verkeer
De spoorweghalte Saint-Laurent - Fouras ligt in de aanpalende gemeente Saint-Laurent-de-la-Prée.

## Demografie
Onderstaande figuur toont het verloop van het inwonertal (bron: INSEE-tellingen).

## Fort Vauban
In de middeleeuwen werd hier een kasteel gebouwd van waaruit tol werd geheven op het scheepvaartverkeer in het estuarium van de Charente. Toen eind zeventiende eeuw het arsenaal van Rochefort werd gebouwd, met zijn militaire scheepswerven, moest de ingang van de rivier militair worden beschermd tegen vijandige schepen. Onder leiding van ingenieur François Ferry werd tussen 1689 en 1693 het kasteel omgevormd tot een modern fort om deel uit te maken van de fortengordel rond Rochefort. De 36 meter hoge donjon bleef hierbij bewaard.